# Liste der Monuments historiques in Montreuil-Bellay
Die Liste der Monuments historiques in Montreuil-Bellay führt die Monuments historiques in der französischen Gemeinde Montreuil-Bellay auf.

## Liste der Bauwerke
| Bezeichnung                                            | Beschreibung                            | Standort                       | Kennzeichnung | Schutzstatus | Datum | Bild           |
| ------------------------------------------------------ | --------------------------------------- | ------------------------------ | ------------- | ------------ | ----- | -------------- |
| Hôtel particulier                                      | Erbaut ab dem 16. Jahrhundert           | 96 rue Nationale (Lage)        | PA00109199    | Inscrit      | 1970  |                |
| Menhir de l'Accomodement                               | Neolithikum                             | (Lage)                         | PA00109201    | Inscrit      | 1967  | weitere Bilder |
| Stadtbefestigung                                       | Erbaut im 15. Jahrhundert               | (Lage)                         | PA00109205    | Classé       | 1889  | weitere Bilder |
| Schloss Montreuil-Bellay                               | Erbaut ab dem 11. Jahrhundert           | (Lage)                         | PA00109195    | Classé       | 1979  | weitere Bilder |
| Moulin du Boëlle                                       | Mühle, erbaut im 15. Jahrhundert        | (Lage)                         | PA00109203    | Inscrit      | 1986  | weitere Bilder |
| Ehemaliger Augustinerkonvent                           | Erbaut im 17. Jahrhundert               | Place des Augustins (Lage)     | PA00109196    | Classé       | 1989  | weitere Bilder |
| Ehemalige Schlosskapelle, heute Pfarrkirche Notre-Dame | Erbaut im 15. Jahrhundert               | (Lage)                         | PA00109197    | Classé       | 1970  | weitere Bilder |
| Haus La Minotière                                      | Erbaut im 18. Jahrhundert               | 93 rue du Boëlle (Lage)        | PA00109200    | Inscrit      | 1971  |                |
| Pfarrhaus                                              |                                         | 2, avenue Paul-Painlevé (Lage) | PA00109207    | Inscrit      | 1972  | weitere Bilder |
| Ehemaliges Konzentrationslager                         | 1940                                    | (Lage)                         | PA49000079    | Inscrit      | 2010  | weitere Bilder |
| Ehemaliges Krankenhaus                                 | Erbaut im 15. Jahrhundert               | (Lage)                         | PA00109198    | Classé       | 1967  | weitere Bilder |
| Porte du Moulin                                        | Stadttor, erbaut im 14./15. Jahrhundert | Rue du Boëlle (Lage)           | PA00109204    | Inscrit      | 1976  | weitere Bilder |
| Porte Nouvelle                                         | Stadttor                                | (Lage)                         | PA00109206    | Classé       | 1922  | weitere Bilder |
| Ehemalige Ställe und Scheunen des Schlosses            | Erbaut 1456                             | (Lage)                         | PA49000099    | Inscrit      | 2019  | weitere Bilder |
| Menhir de la Pierre de Lenay                           | Neolithikum                             | (Lage)                         | PA00109202    | Classé       | 1911  | weitere Bilder |
| Ehemaliges Priorat                                     | Erbaut ab dem 12. Jahrhundert           | (Lage)                         | PA00109208    | Classé       | 1974  | weitere Bilder |